# Persilja
Persilja, Petroselinum crispum (Mill.) Fuss är en ört i familjen flockblommiga växter.
Det finns flera typer av persilja som kan användas som grönsak, rotfrukt, krydd- och medicinalväxter. Persilja kan användas färsk, torkad eller fryst.

## Beskrivning
Persilja är en tvåårig växt som blommar det andra året. Första året blir det bara en liten marknära bladrosett.
Persilja är mycket rik på karoten (som omvandlas till A-vitamin i kroppen), B-vitaminer och C-vitamin samt järn och kalcium. Den är robust och tålig. Kan bli upp till 70 cm hög.
Bladen är upprepat parflikiga. Det förekommer även framodlade sorter med starkt krusiga blad, "kruspersilja".

Samman-satt flock

Blommar i juni … juli med gula blommor, till skillnad från den giftiga arten vildpersilja (Aethusa cynapium) som har vita blommor.
Blommorna sitter i flockar.
Kromosomtalet är 2n = 22.

### Grupper
- Bladpersilja (Petroselinum crispum poliosum-gruppen) — omfattar såväl sorter med släta blad som sorter med krusiga blad. De kallas kruspersilja eller slätpersilja alltefter bladens utseende. De används vanligen som krydda eller till dekoration.
- Rotpersilja (Petroselinum crispum tuberosum-gruppen) — även kallad persiljerot. Används som rotgrönsak.

### Innehåll
Visa tabell
| 100 g färsk persilja. Energi: 151 kJ (36 kcal) |                 |            |                   |
| |                 |            |                   |
| Ämne | Mängd           | RDI a) (%) | RDISverige (%) b) |
| |                 |            |                   |
| Vatten | 87,71 g         |            |                   |
| Kolhydrater | 6,33 g          |            |                   |
| varav kostfiber | 3,3 g           |            |                   |
| Protein | 2,97 g          |            |                   |
| Aska | 2,2 g           |            |                   |
| Fett (totalt) | 790 mg          |            |                   |
| varav enkelomättat fett | 295 mg          |            |                   |
| mättat fett | 132 mg          |            |                   |
| fleromättat fett | 124 mg          |            |                   |
| Kalium | 554 mg          | 12         | 16                |
| Asparginsyra | 294 mg          |            |                   |
| Glutaminsyra | 249 mg          |            |                   |
| Prolin | 213 mg          |            |                   |
| Leucin | 204 mg          |            |                   |
| Alanin | 195 mg          |            |                   |
| Lysin | 181 mg          |            |                   |
| Valin | 172 mg          |            |                   |
| Fenylalanin | 145 mg          |            |                   |
| Glycin | 145 mg          |            |                   |
| Kalcium | 138 mg          | 14         | 5                 |
| Serin | 136 mg          |            |                   |
| Askorbinsyra (C-vitamin) | 133 mg          | 222        | 177               |
| Kolin | 128 mg          |            |                   |
| Arginin | 122 mg          |            |                   |
| Treonin | 122 mg          |            |                   |
| Isoleucin | 118 mg          |            |                   |
| Tyrosin | 82 mg           |            |                   |
| Histidin | 61 mg           |            |                   |
| Fosfor | 58 mg           | 8          | 10                |
| Natrium | 56 mg           | 4          | Uppgift saknas    |
| Magnesium | 50 mg           | 14         | 14                |
| Tryptofan | 45 mg           |            |                   |
| Metionin | 42 mg           |            |                   |
| Cystin | 14 mg           |            |                   |
| Järn | 6,2 mg          | 50         | 69                |
| Lutein + zeaxantin | 5,561 mg        |            |                   |
| Beta-karoten | 5,04 mg         | 47         | Uppgift saknas    |
| Fytosteroler | 5 mg            |            |                   |
| Fyllokinon (K1-vitamin) | 1,64 mg         | 1 552      | Se K-vitamin      |
| Niacin (B3-vitamin) | 1,313 mg        | 9          | — c)              |
| Zink | 1,07 mg         | 11         | 12                |
| Alfa-tokoferol (E-vitamin) | 750 μg          | 5          | — c)              |
| Gamma-tokoferol, C28H48O2 | 530 μg          |            |                   |
| Retinol (A-vitamin) | 421 μg 8 424 IE | 47         | — c)              |
| Pantotensyra (B5-vitamin) | 400 μg          | 8          |                   |
| Mangan | 160 μg          | 8          |                   |
| Folat ( B9-vitamin) | 152 μg          | 38         | 51                |
| Koppar | 149 μg          |            | 17                |
| Riboflavin (B2-vitamin) | 98 μg           | 13         | 6                 |
| Pyridoxiner (B6-vitamingruppen) | 90 μg           | 9          | 6                 |
| Tiamin (B1-vitamin) | 86 μg           | 8          | 6                 |
| Selen | 100 ng          |            | 0,2               |
| _______________ a) Rekommenderat dagligt intag för vuxen person b) Beräknat från Livsmedelsverkets rekommendationer. Typiska värden för 50-årig man. För andra åldrar och för kvinnor och barn kan RDI avvika, såväl uppåt som nedåt. c) Alltför komplexa IE-värden i Livsmedelsverkets data för att kunna läggas till grund för en enkel redovisning här. |                 |            |                   |

## Habitat
Persilja är inte känd som vildväxande, utan har troligen uppstått som en kulturväxt i sydöstra Europa eller sydvästra Asien.

## Biotop
Trivs bäst i sol eller på lätt skuggiga platser.

## Etymologi

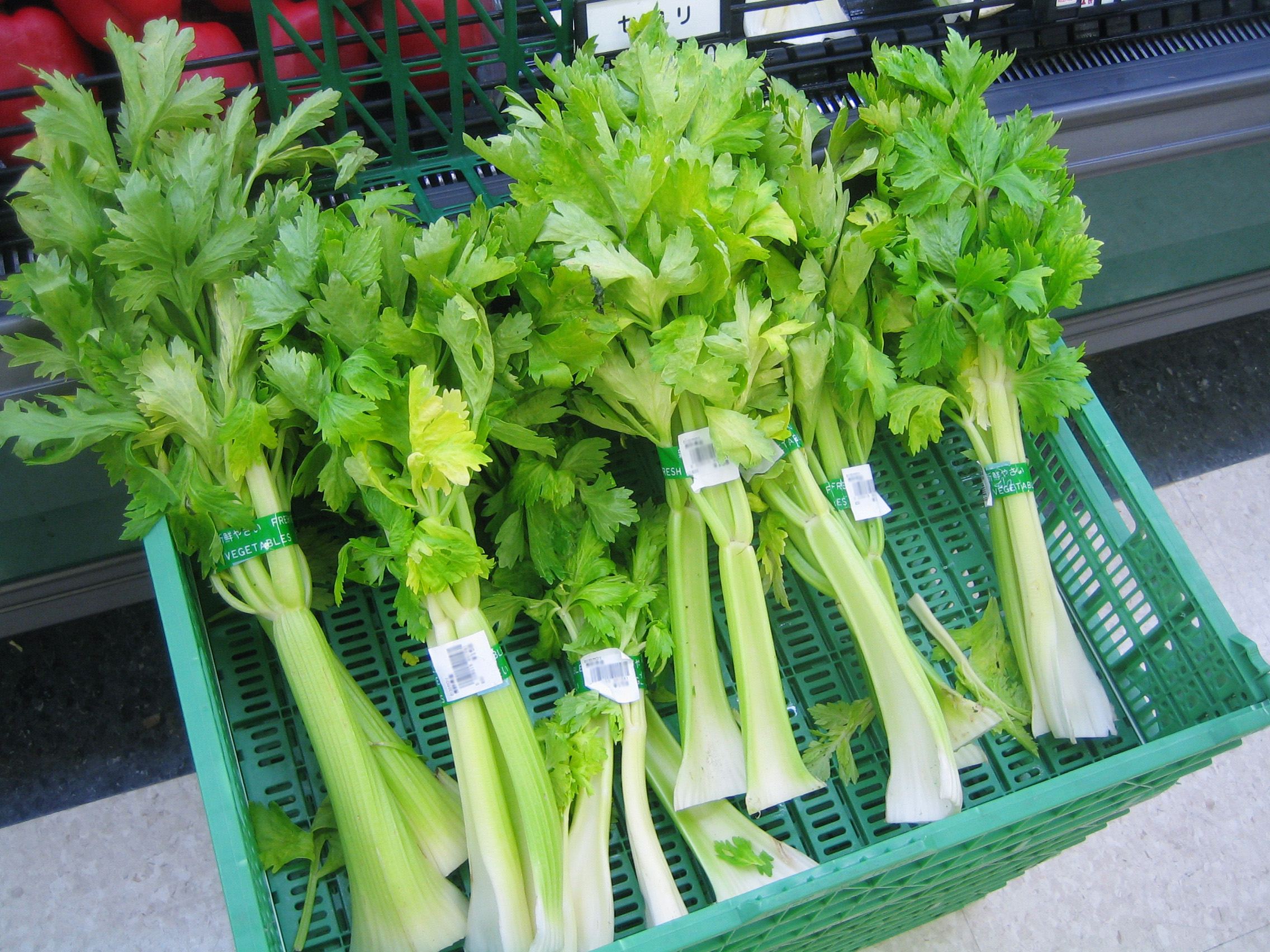
Blekselleri
Apium graveolens

- Släktnamnet Petroselium, πετροσέλινον, har hämtats från grekiska petros, πέτρος = sten, klippa + selinon, σέλινον som betyder selleri (Apium graveolens),[5] som till utseendet är ganska lik persilja. Vad sten/klippa har med saken att göra är oklart. Emellertid kan tolkningen att selinon skulle betyda selleri vara en efterkonstruktion. I gamla grekiska texter lär det varit entydigt med vildpersilja.
- Artepitetet crispum kommer av latin = krusig med syftning på att bladen stundom är krusiga.
- Det svenska namnet persilja är en förvrängning av petroselium.
- I farmakopén var benämningarna Radix Petroselini för persiljerot, och Fructus Petroselini för persiljefrö.

De lokala namnen på andra språk är liknande förvrängningar med anknytning till respektive språk.
Ordet "persilja" är belagt i svenska språket sedan mitten av 1400-talet.

## Persilja som grönsak
Persilja används i vissa länder mer som en grönsak än som krydda, exempelvis i det libanesiska köket och rätten tabbouleh.

## Historia
Under antiken ansåg man att persilja hade övernaturliga egenskaper. Under medeltiden var persiljan en medicinalväxt. Det var inte förrän på 1600-talet som persiljan blev en vanlig krydda inom matlagningen, främst då i Frankrike.

## Huskur
Smärtan efter getingstick kan snabbt mildras, om stickstället gnuggas med färsk persilja.
Att tugga på färska persiljeblad sägs hjälpa mot dålig andedräkt.

## Bilder

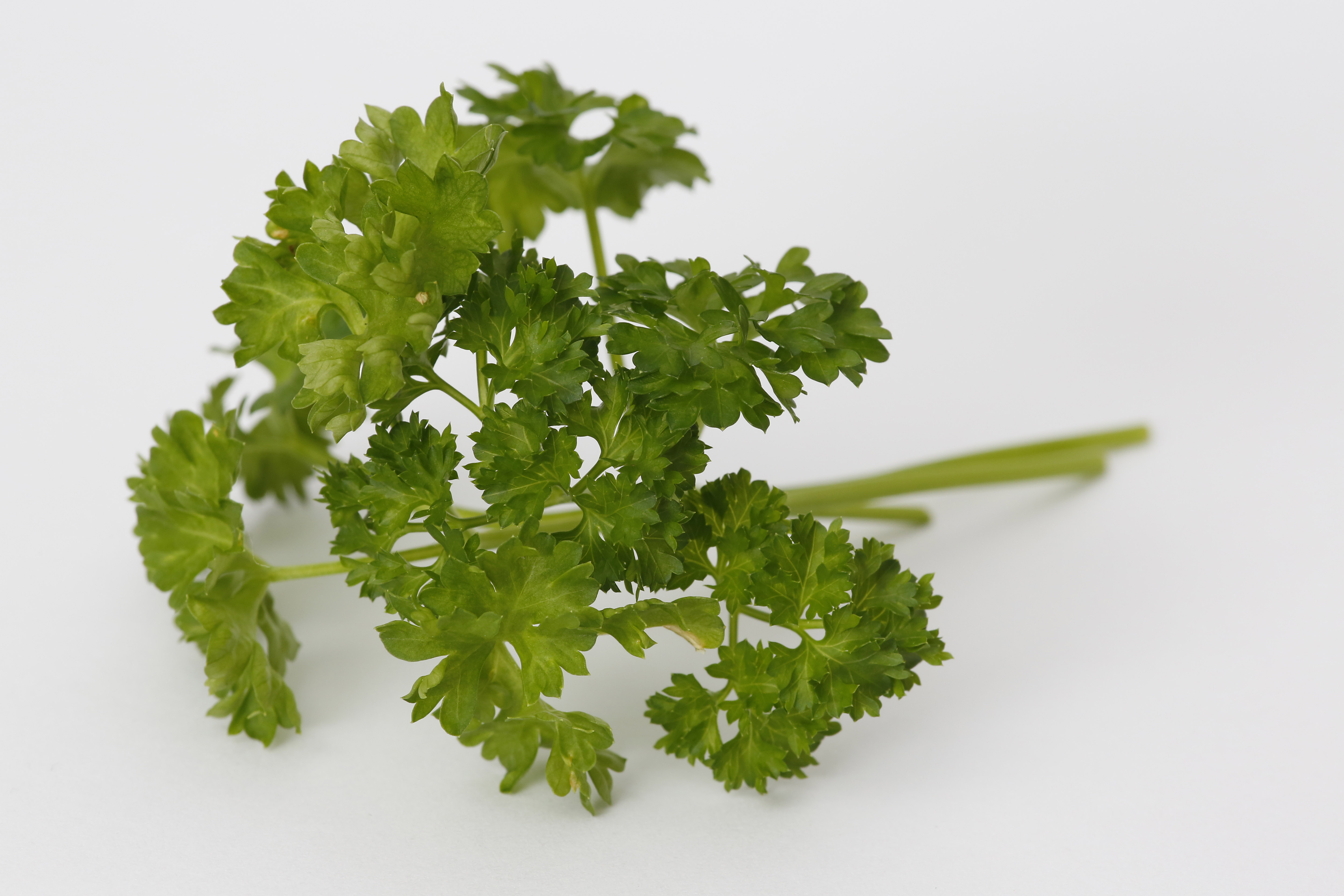
Kruspersilja
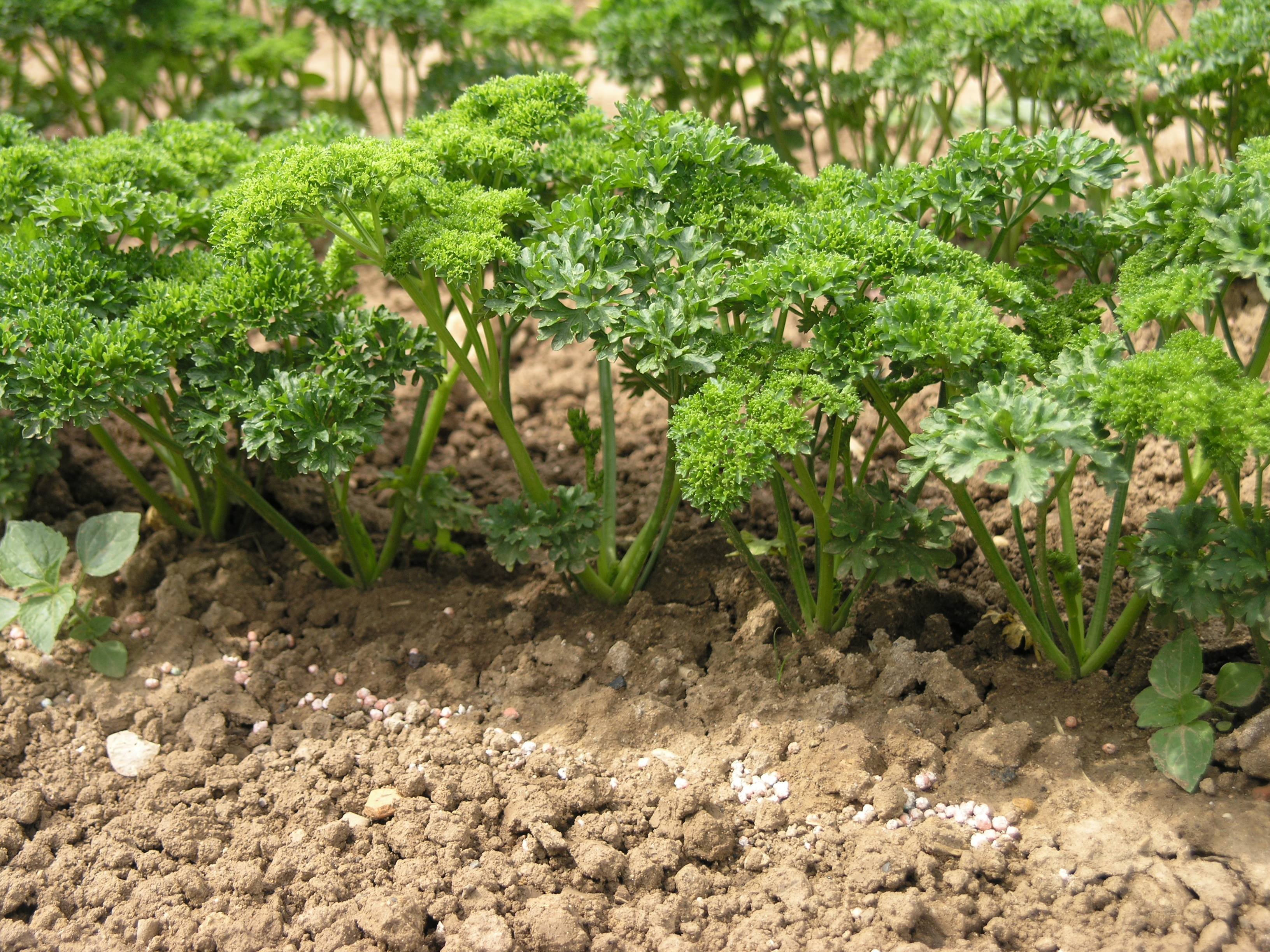
Kruspersilja
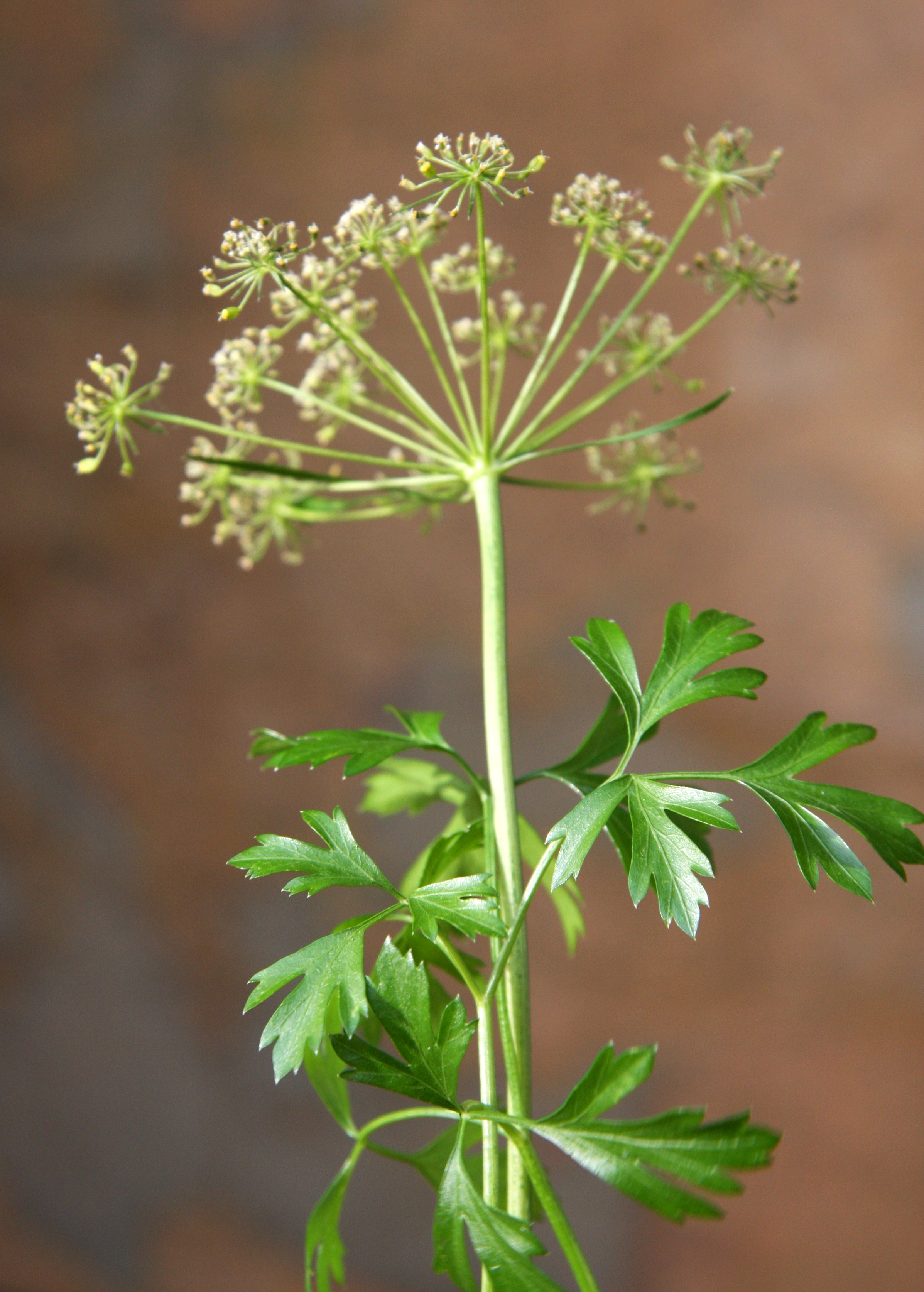
Bladpersilja
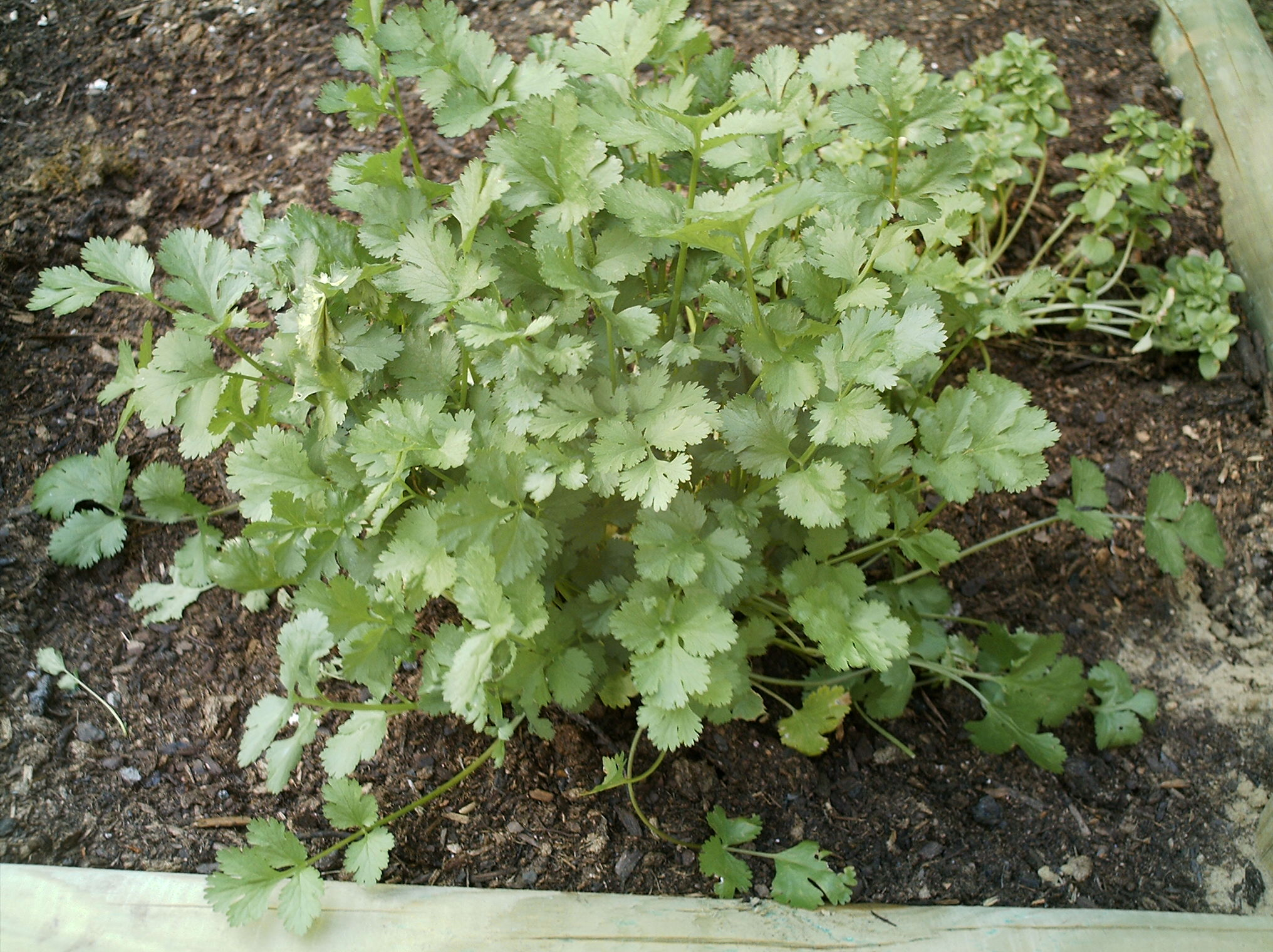
Bladpersilja
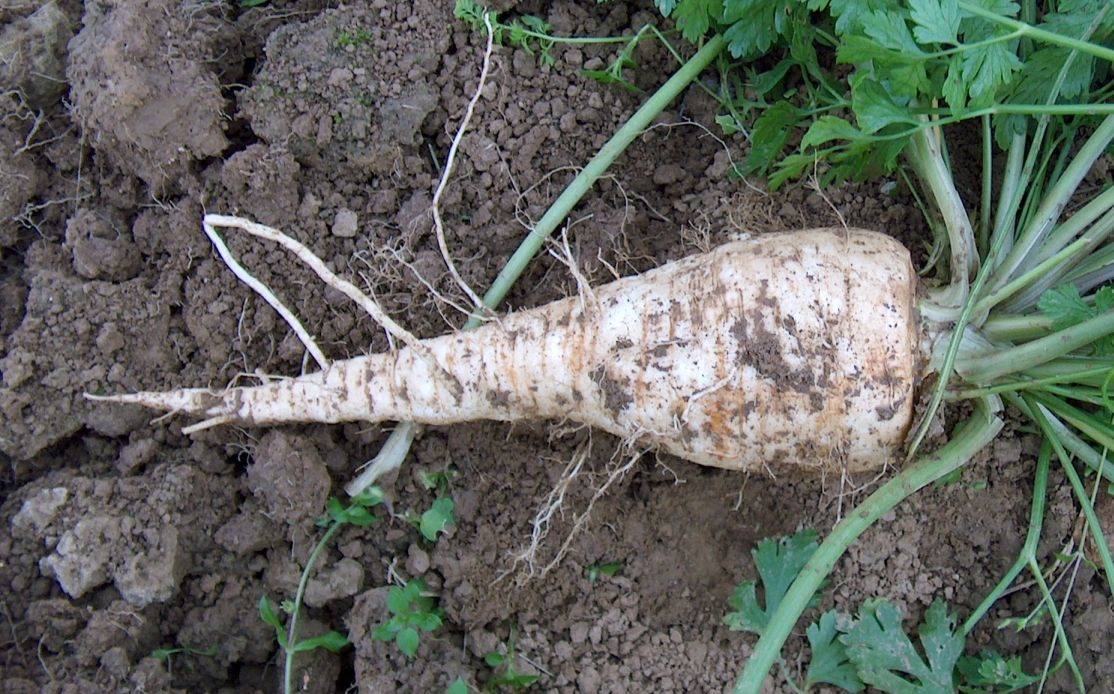
Persiljerot
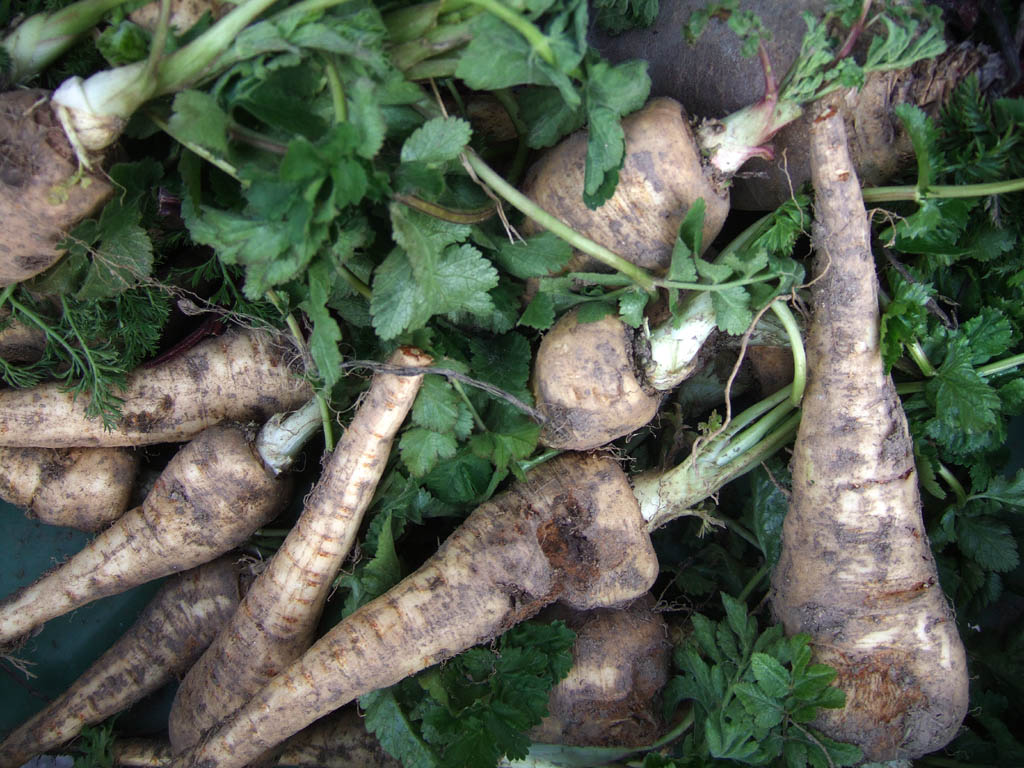
Petroselinum sativum tuberosum
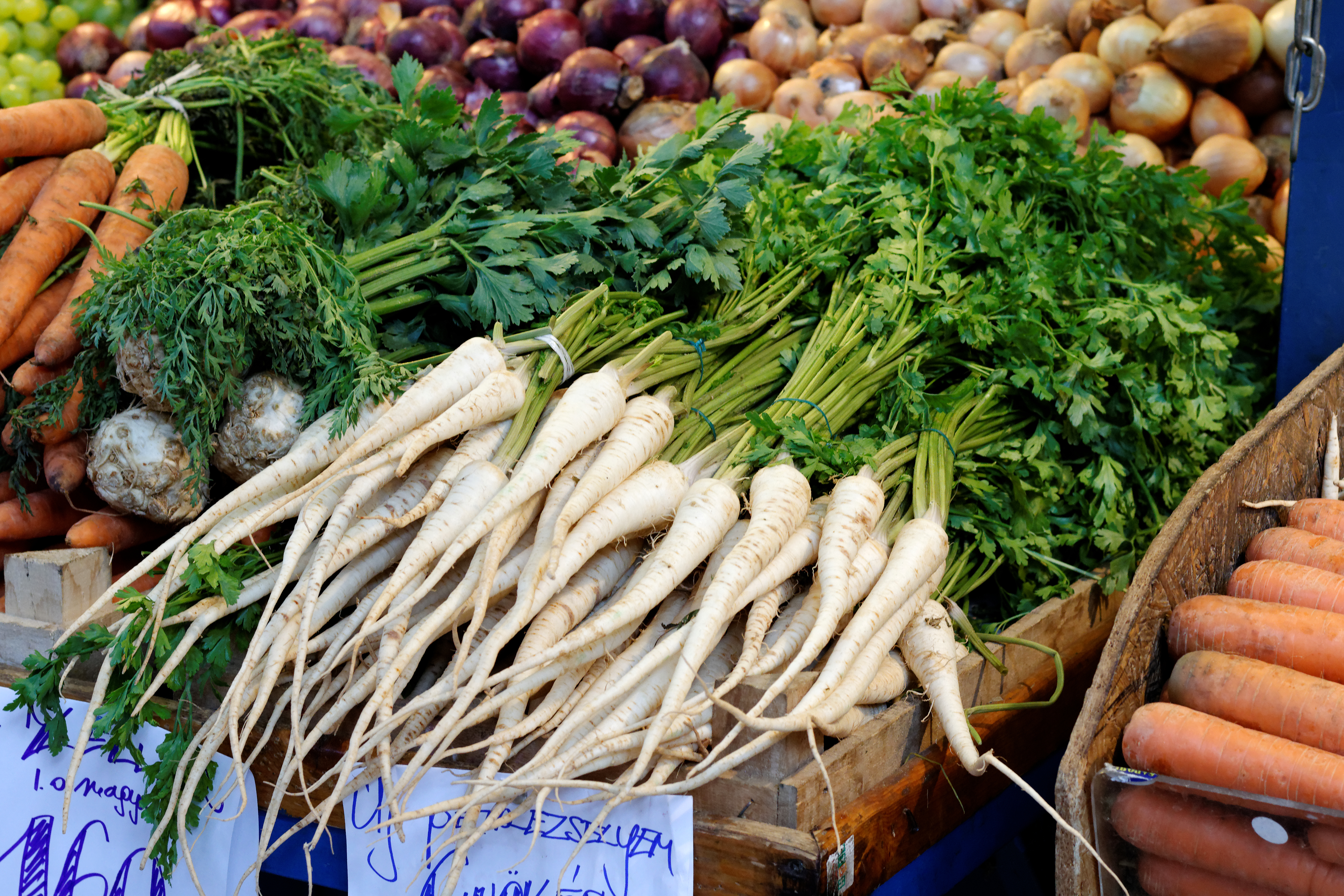
Petroselinum crispum var. tuberosum
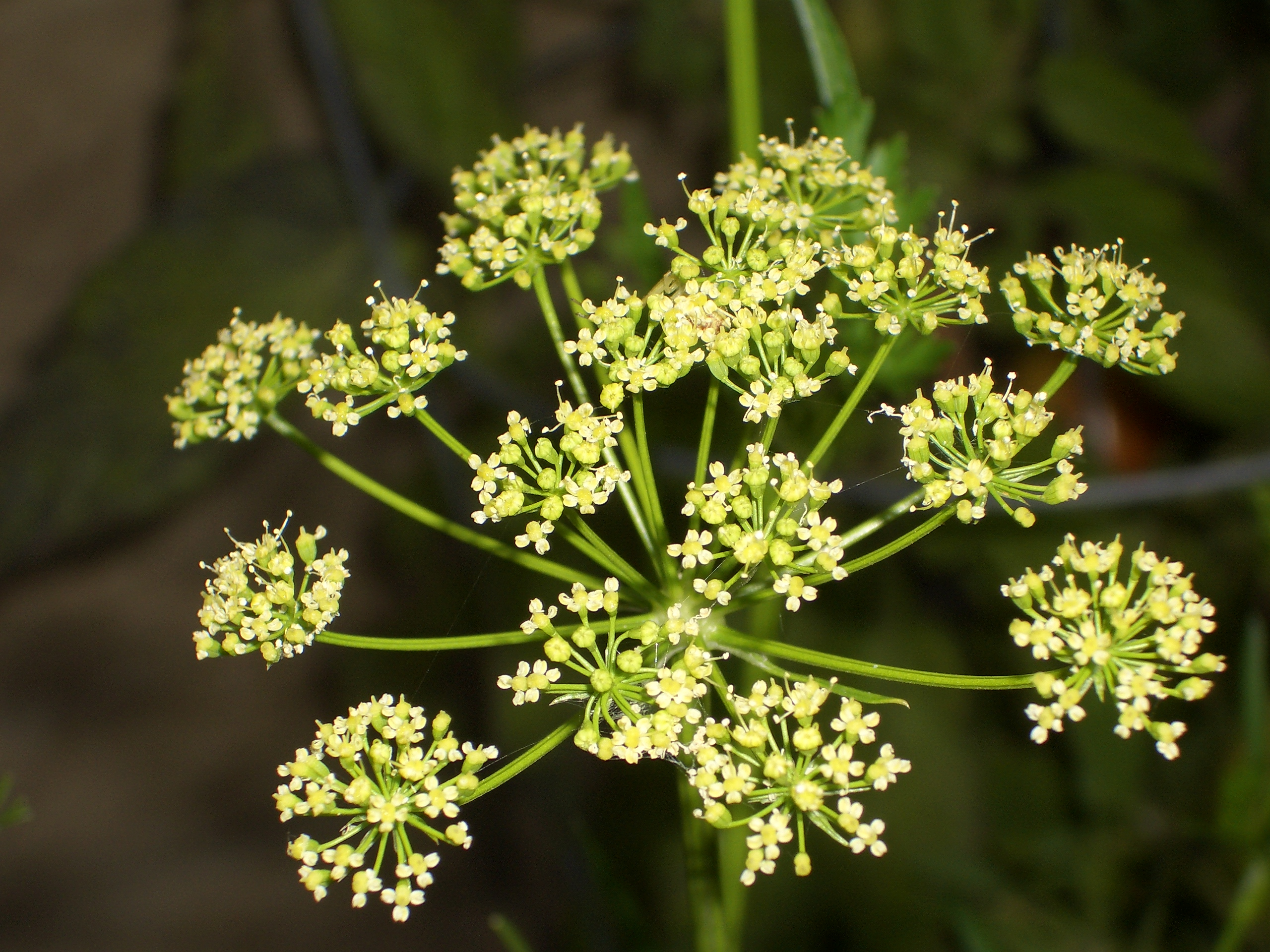
Petroselinum crispum var. neapolitanum
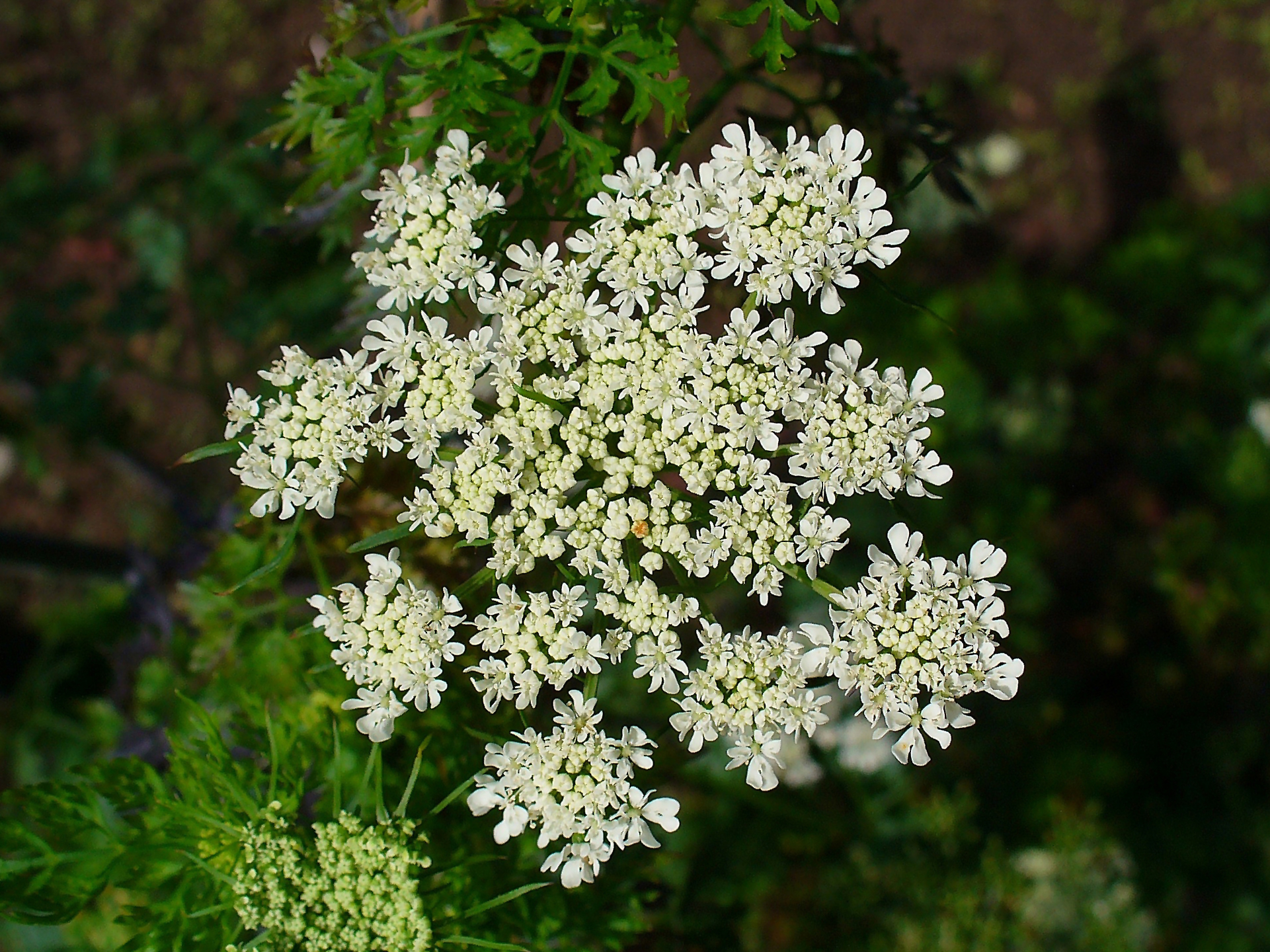
Vildpersilja Särtecken vita blommor
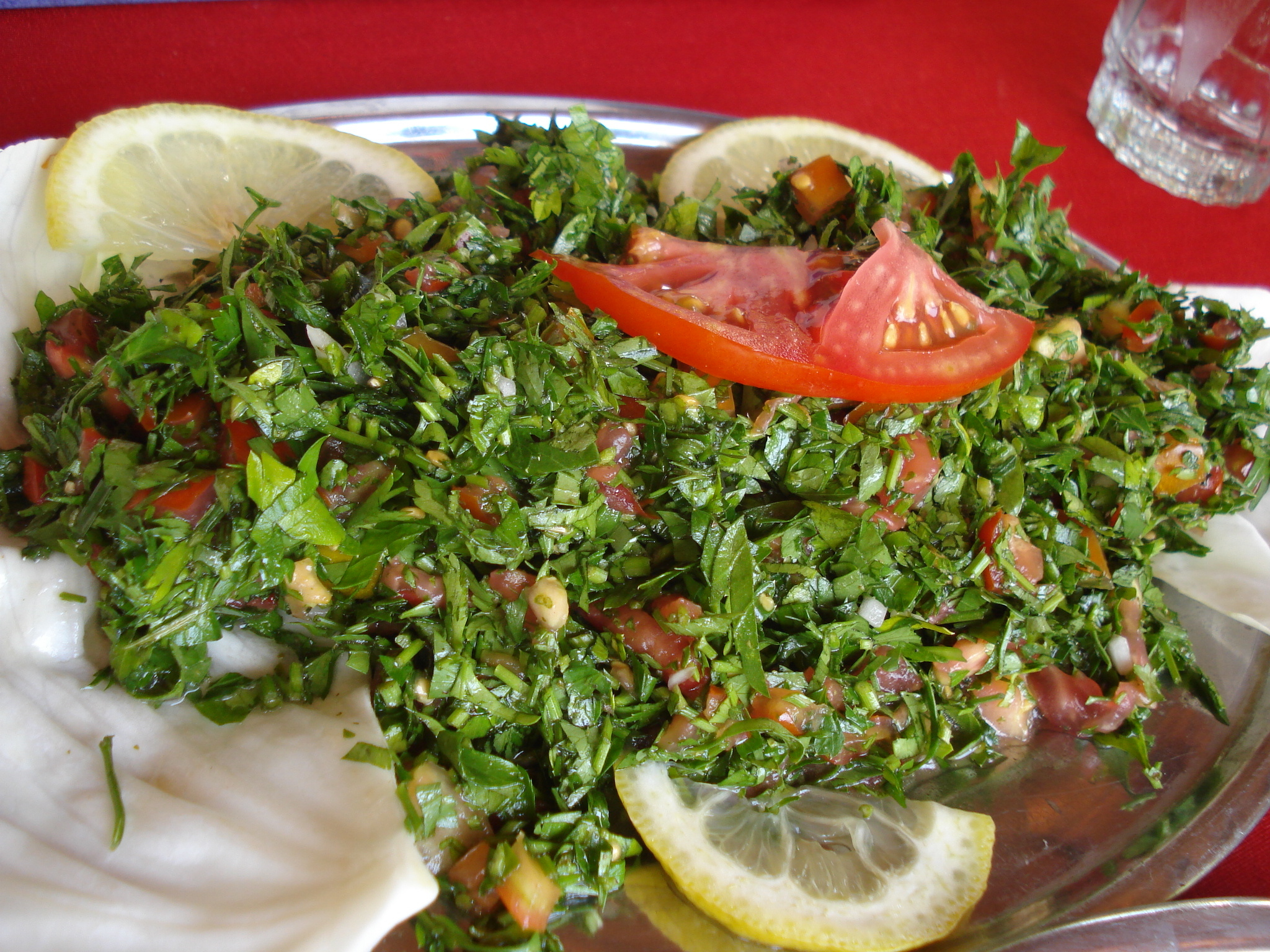
Tabbouleh
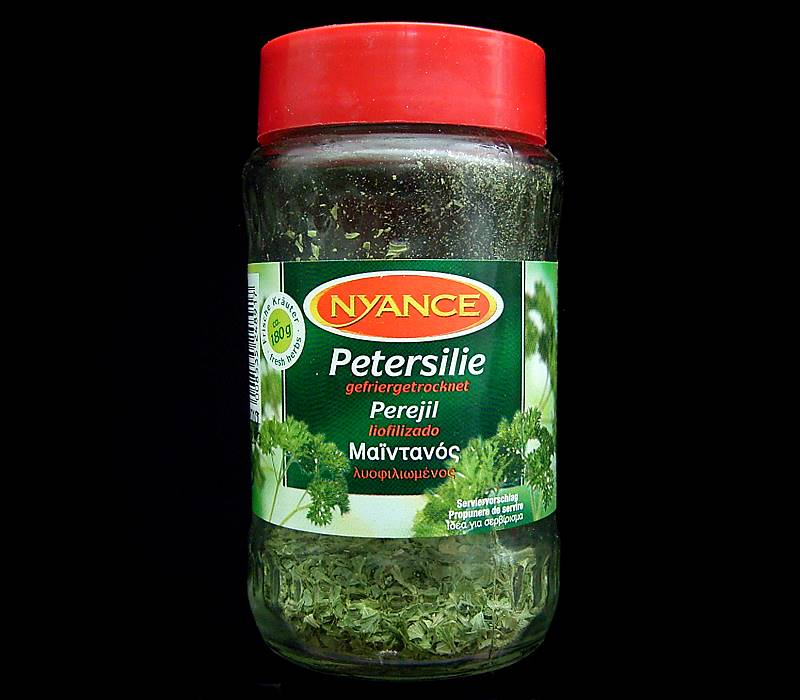
Frystorkad persilja
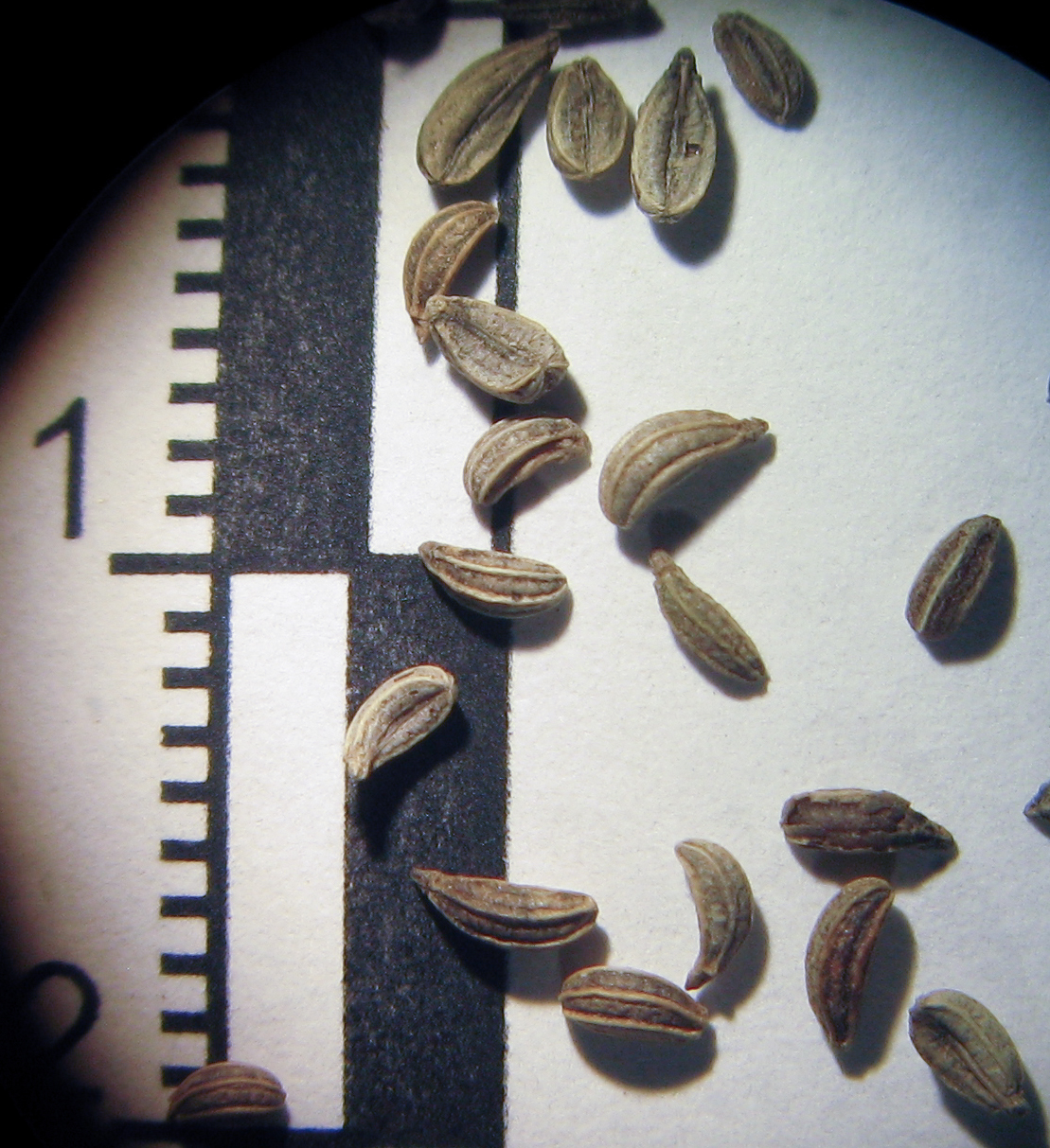
Frön Skalstrecken avser millimeter